# Hossain Rasouli
Hossain Rasouli (10 agosto 1995) è un atleta paralimpico afghano specializzato nelle gare di velocità e appartenente alla categoria T47.

## Biografia
Amputato alla mano sinistra a causa di una mina terrestre, nel 2018 ha partecipato ai Giochi para-asiatici di Giacarta, dove si è classificato quindicesimo nei 100 metri piani T45-47.
Nel 2021 avrebbe dovuto partecipare alla gara dei 100 metri piani T47 ai Giochi paralimpici di Tokyo, ma a causa della caduta di Kabul avvenuta il 15 agosto dello stesso anno e alle conseguenti instabilità in Afghanistan, insieme alla connazionale taekwondoka Zakia Khudadadi ha dovuto rinunciare alla partenza per il Giappone, tanto che alla cerimonia di apertura delle paralimpiadi non erano presenti atleti della delegazione afghana, ma solo un volontario del comitato organizzatore come portabandiera. Dopo la presa di Kabul i due atleti sono riusciti a contattare alcuni diplomatici francesi chiedendo aiuto per raggiungere Tokyo: grazie al loro aiuto e a quello di una rete internazionale di avvocati, ex sportivi e attivisti della ONG australiana Human Rights for All, che ha fatto pressione sul governo australiano per coordinare le proprie truppe in aiuto dei due atleti, Rasouli e Khudadadi sono riusciti a partire da Kabul, diretti prima a Dubai, poi a Parigi e infine, dopo alcuni controlli medici, a Tokyo, dove sono stati accolti dal presidente del Comitato Paralimpico Internazionale Andrew Parsons.
Rasouli è arrivato a Tokyo troppo tardi per prendere parte alle batterie di qualificazione dei 100 metri piani e, dopo aver rifiutato l'offerta di partecipare ai 400 metri piani T47, ha accettato di gareggiare nel salto in lungo T47, dove si è classificato tredicesimo con il record personale di 4,46 m.

## Palmarès
| Anno | Manifestazione       | Sede     | Evento             | Risultato | Prestazione | Note                          |
| ---- | -------------------- | -------- | ------------------ | --------- | ----------- | ----------------------------- |
| 2018 | Giochi para-asiatici | Giacarta | 100 m piani T45-47 | 15º       | 13"02       |                               |
| 2021 | Giochi paralimpici   | Tokyo    | Salto in lungo T47 | 13º       | 4,46 m      | Miglior prestazione personale |